# ناحیه گجرات
ناحیه گجرات (به انگلیسی: Gujrat District) یکی از ناحیه‌های پاکستان در پاکستان است که در گجرات واقع شده‌است. ناحیه گجرات ۳٬۱۹۲ کیلومتر مربع مساحت و ۲٬۷۵۶٬۱۱۰ نفر جمعیت دارد.